# David Skrela
Pour les articles homonymes, voir Skrela.

a Compétitions nationales et continentales officielles uniquement.

b Matchs officiels uniquement.
Dernière mise à jour le 16 août 2017.
David Skrela, né le 2 mars 1979 à Toulouse (Haute-Garonne), est un joueur français de rugby à XV qui a évolué aux postes de demi d'ouverture, de centre voire d'arrière. International français, il a joué notamment pendant sa carrière dans les clubs de Colomiers rugby, du Stade français et du Stade toulousain.
En club, il remporte avec l'US Colomiers le Challenge européen en 1998. Avec le Stade français, il remporte deux fois le championnat de France en 2004 et 2007. Avec le Stade toulousain, il remporte une Coupe d'Europe en 2010 ainsi que le championnat de France en 2011. Avec l'équipe de France, il remporte le Tournoi des Six Nations en 2007.  

## Biographie
Il est le fils de Jean-Claude Skrela, ancien joueur international français et ancien sélectionneur de l'équipe de France, et sa sœur, Gaëlle, est basketteuse professionnelle. Il est petit-fils d'immigrés polonais du côté de son père. Il possède un diplôme d'ingénieur de l'Institut national des sciences appliquées de Toulouse, promotion 2003 spécialité Génie Civil et un master 2 en gestion de patrimoine de l'université d'Auvergne. Après sa carrière, en 2016, il entame une vie de chef d'entreprise à la tête de Issa Skrela, un cabinet de courtage en crédit pour particuliers et professionnels, et de Issa Patrimum, cabinet spécialisé en gestion du patrimoine.

## Carrière

### US Colomiers
David Skrela commence le rugby à l'âge de six ans dans le club de l'US Colomiers.
Avec ce club, il devient co-champion de France Minimes en 1994.
Ne désirant pas subir la comparaison avec son père qui jouait troisième ligne aile, il décide de s'entraîner à l'ouverture et se met à buter dès l'âge de 17 ans. Très vite propulsé sous les feux de la rampe, il joue en équipe première dès ses 18 ans et tient pour la première fois sa place en équipe de France en 2001 à l'âge de 22 ans. Il est ce jour-là associé à la charnière du XV de France à Fabien Galthié, son coéquipier de club, face à la Nouvelle Zélande. Il inscrit les 12 points de son équipe. 
Avec Colomiers, il remporte le Challenge européen lors de la saison 1997-1998 en ridiculisant le club d'Agen en finale sur le score de 43-5. La saison suivante, il atteint la finale de la Heineken Cup 1998-1999 mais son club échoue en finale face à la province irlandaise de l'Ulster. Enfin, l'apogée avec son club reste la saison 1999-2000 où Colomiers, parvenant à déjouer tous les pronostics se hisse en finale du championnat de France face au Stade français. David Skrela est le héros des phases finales malgré une finale en dents de scie.
En novembre 2001, il connaît une première sélection avec les Barbarians français contre les Fidji à Toulon. Les Baa-Baas s'inclinent 17 à 15.
Ses performances lui permettent d'être appelé en équipe de France à plusieurs reprises (mais il n'honore qu'une seule sélection à cause de nombreuses blessures) et d'être recruté par le Stade français lors du mercato 2003.

### Stade français Paris
Après un temps d'adaptation, Skrela réussit rapidement à conquérir le cœur des supporters parisiens et à remplacer le canonnier maison, Diego Domínguez avec qui il est en concurrence la première année de son aventure parisienne.
Diego Domínguez prend alors sa retraite et Skréla devient le titulaires au poste de demi d'ouverture. En 2005, il participe avec le Stade français à la finale de Coupe d'Europe face au Stade toulousain au Murrayfield Stadium à Édimbourg. Il est titularisé à l'ouverture, associé au demi-de-mêlée Agustín Pichot. À l'issue du temps réglementaire, les deux équipes sont à égalité, 12 à 12, mais les Toulousains parviennent à s'imposer 12 à 18 à l'issue des prolongations.
En juin 2005, il est sélectionné avec les Barbarians français pour aller défier la Western Province à Stellenbosch en Afrique du Sud. Les Baa-Baas s'inclinent 22 à 20.
Il reste cinq saisons et est l'un des éléments clés du vestiaire. Avec le Stade français, il remporte à deux reprises le championnat de France en 2004 et en 2007 pour une place de finaliste en 2005 et atteint la finale de la Heineken Cup 2005 face au Stade toulousain.

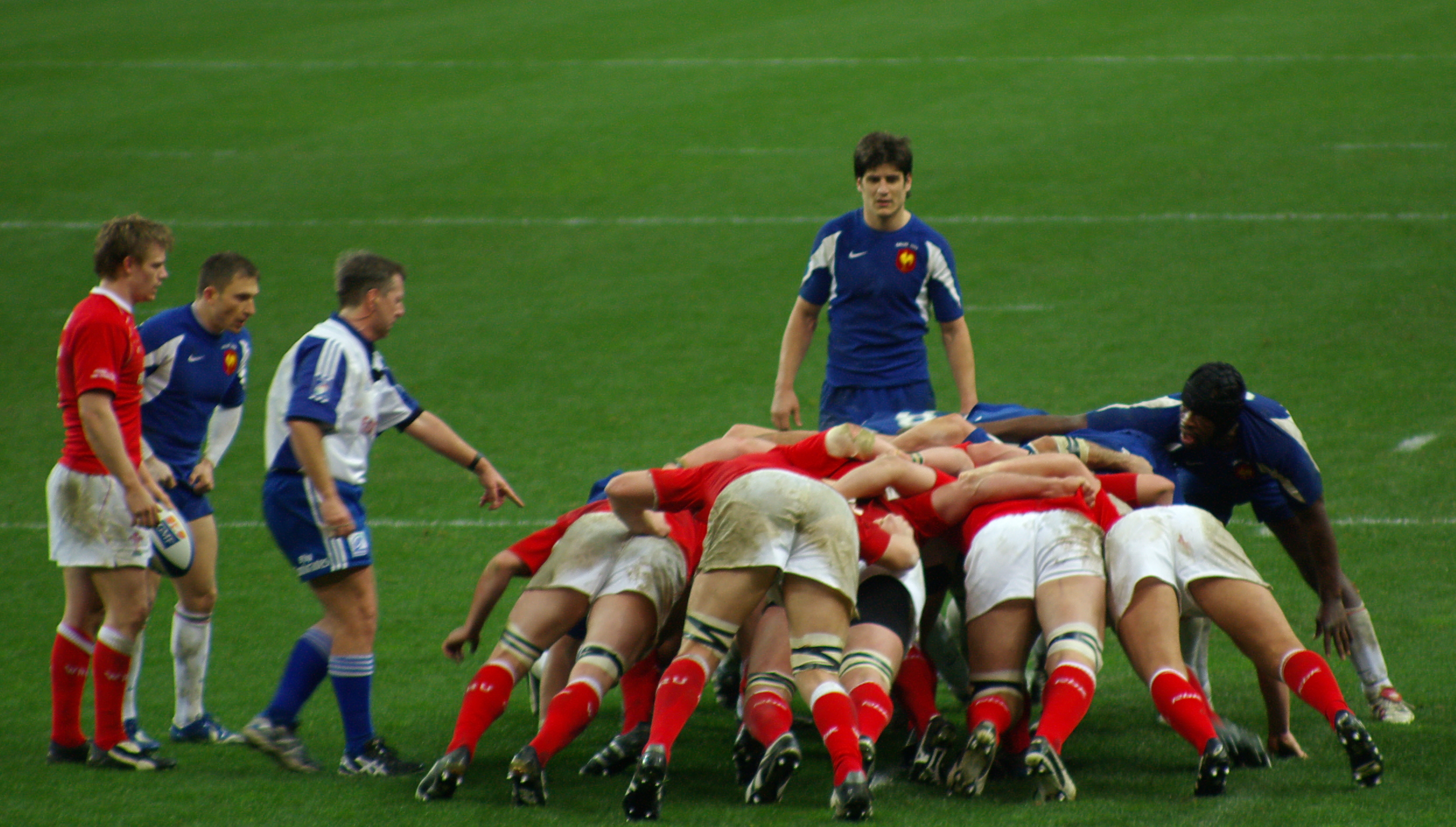
David Skrela avec le XV de France lors du Tournoi des Six Nations 2007.

Après une traversée du désert de six ans en bleu, David Skrela revient en force en 2006-2007. Solide défenseur et adroit au pied, il est le titulaire de l'équipe de France lors du Tournoi des Six Nations 2007 qu'il remporte. Dans un poste où la concurrence est forte, il fait partie de l'équipe alignée lors du premier match perdu contre l'Argentine en Coupe du Monde 2007. Écarté, dans un premier temps au bénéfice de Frédéric Michalak, le sélectionneur préfère ensuite Lionel Beauxis, son remplaçant en club, pour la fin de la compétition. Il joue toutefois le match pour la troisième place, contre cette même équipe d'Argentine, au poste de centre.
Il joue avec Marc Lièvremont, le nouveau sélectionneur de l'équipe de France, jusqu'aux tests de novembre 2008. Par la suite, il lui préfère le Montpelliérain François Trinh-Duc.

### Stade toulousain

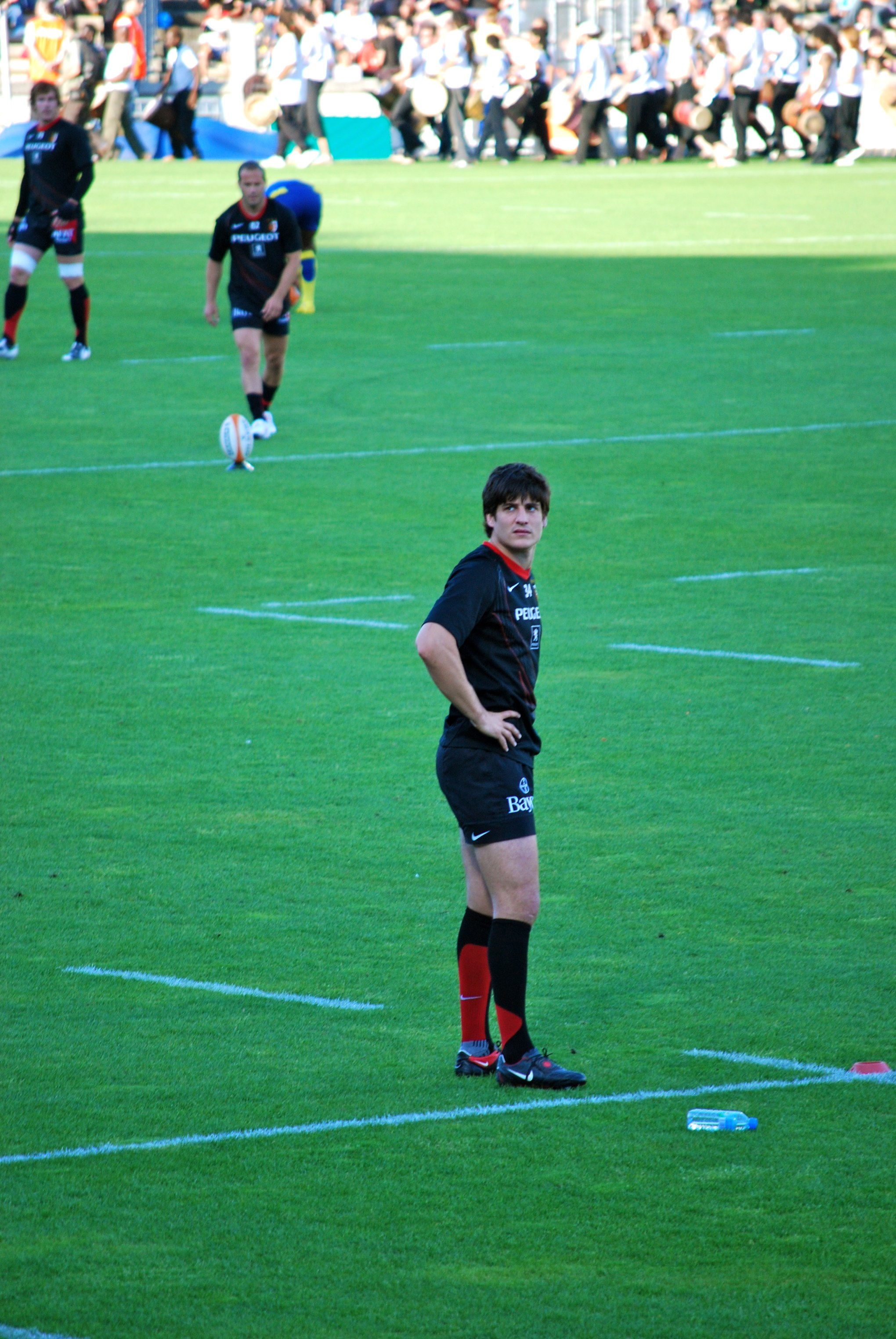
David Skrela, en 2009, avec le Stade toulousain.

Après cinq saisons loin de ses bases, il retourne dans sa ville natale où l'accueil qui lui est réservé est mitigé. Après quelques matchs, Skrela réussit néanmoins à obtenir les faveurs du public toulousain grâce notamment à son sens du sacrifice, son amour du maillot, sa défense irréprochable et son jeu au pied supérieur à la moyenne.
Il est cependant victime de blessures à répétition. Opéré du genou droit juste après la demi-finale 2009 perdue face à Clermont, David Skrela revient sur les terrains le 28 novembre 2009 face à Montauban. 
Le 11 avril 2010, David Skrela devient le meilleur marqueur de points sur un match du Stade toulousain en Coupe d'Europe lors de la victoire contre le Stade français Paris 42-16. Il marque alors 27 points et devance alors Michel Marfaing qui en avait marqué 26 contre Swansea en 1999-2000[réf. souhaitée]. Le 1er mai, David Skrela marque son premier essai de la saison 2009-2010 face au Leinster Rugby en demi-finale de Coupe d'Europe. Entre l'essai et les points au pied, il contribue à la victoire du Stade toulousain qui accède à la finale avec un score de 26 à 16. Le 22 mai, il remporte enfin la Coupe d'Europe, qui lui avait échappé à deux reprises avec ses clubs précédents. Son coup de pied fut à nouveau décisif, marquant 62 points lors des trois matchs des phases finales. La presse s'enflamme à l'issue de ce match remporté 21-19 par les hommes de Guy Novès face au Biarritz olympique.
À 31 ans, Skrela redevient le demi d'ouverture à la mode. Sélectionné par Marc Lièvremont pour participer à la tournée de juin en 2010, il l'est à nouveau pour participer à la prochaine Coupe du Monde. Préféré à Beauxis, Doussain ou Jonathan Wisniewski, l'entraîneur du XV de France souligne la rigueur de ses dernières performances et son expérience.
Le 4 juin 2011, il remporte le championnat de France avec le Stade toulousain. Malgré son manque de réussite au pied ce jour-là, un an après avoir obtenu sa première coupe d'Europe, il soulève le bouclier de Brennus.
Dans la foulée, il s'engage pour deux saisons à Clermont.

### ASM Clermont Auvergne

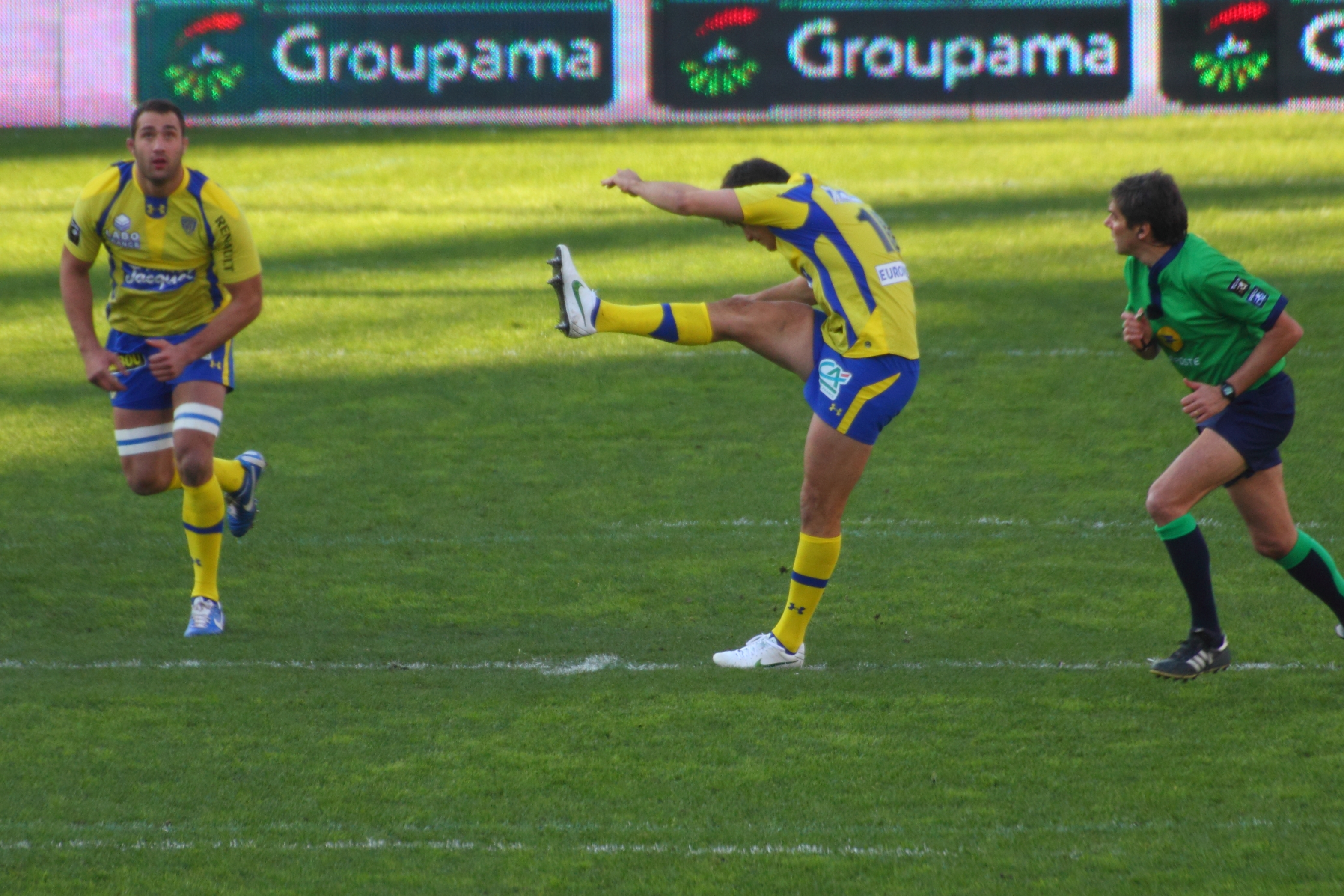
David Skrela en 2012, lors du match opposant l'ASM et le Stade toulousain, son ancien club.

Après une coupe du monde interrompue à la suite d'une blessure en phase de poule face au Japon, Skrela rentre en France et est remplacé par Jean-Marc Doussain dans l'effectif du XV de France. Finalement, Skrela est remis de sa blessure avant la finale et son remplaçant n'y joue que 5 minutes.
De retour en France au sein de l'ASM Clermont Auvergne, Skrela alterne au poste de demi d'ouverture avec Brock James. Deux saisons plutôt réussies pour lui malgré ses blessures à répétition, avec une nouvelle finale de Heineken Cup en 2013 et deux demi-finales en championnat de France.

### Colomiers rugby

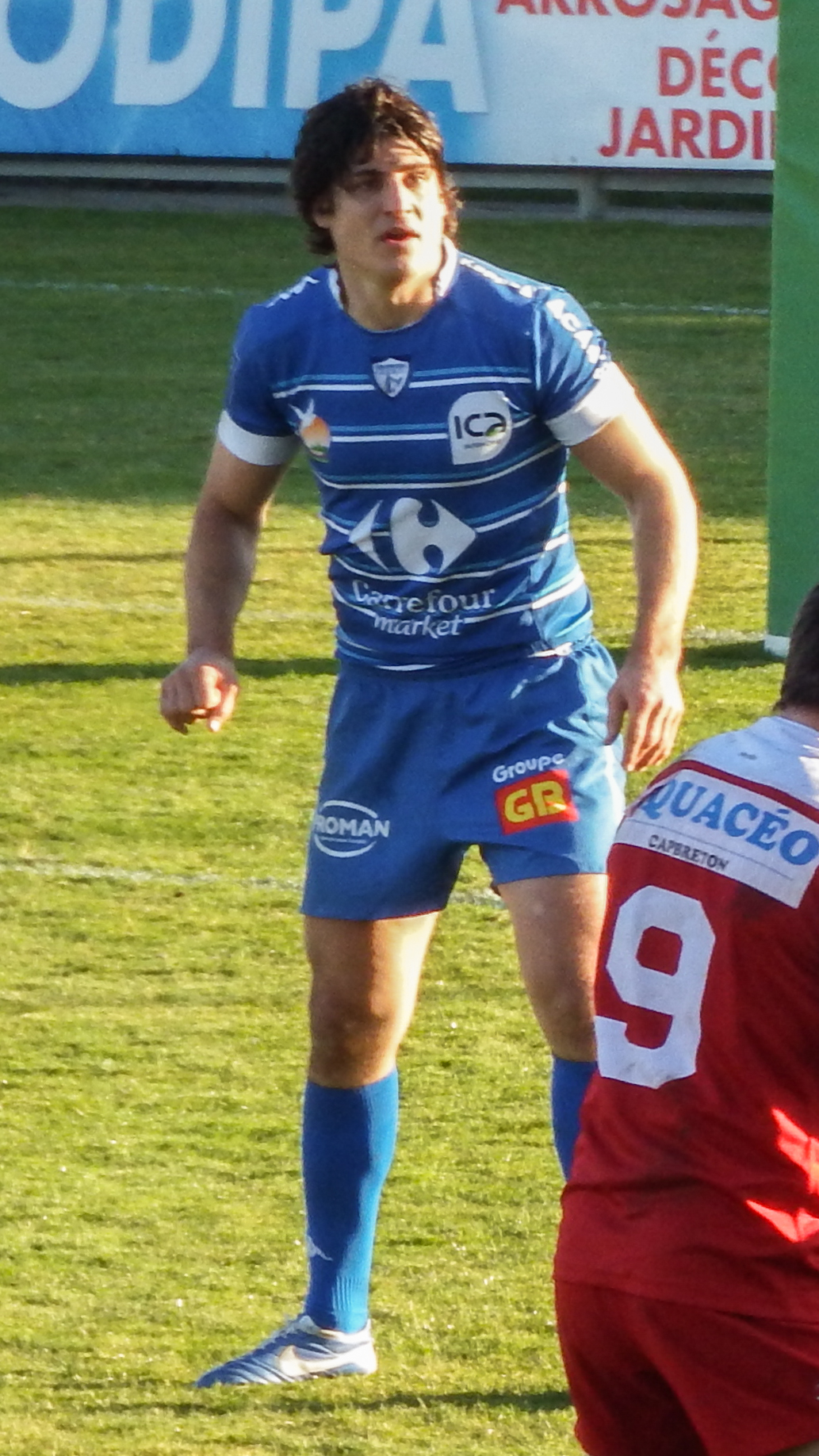
David Skrela en 1 2014, sous le maillot de Colomiers.

Au cours du mois d'avril 2013, le président de Colomiers rugby, Alain Carré annonce que David Skrela terminera sa carrière avec son club formateur et de cœur. Skrela porte pour deux saisons les couleurs de Colomiers, évoluant en Pro D2.
Le 31 août 2013, soit 10 ans après avoir porté les couleurs de Colomiers pour la dernière fois, Skrela entre en jeu lors de la première journée de championnat contre le club de Dax.
En novembre 2013, il est sélectionné dans l'équipe des Barbarians français pour affronter les Samoa au stade Marcel-Michelin de Clermont-Ferrand.
Le 15 avril 2015, après deux saisons pleines avec son club formateur, 467 points en 39 rencontres, David Skrela signe une prolongation d'un an de son contrat avec Colomiers rugby en Pro D2. Il termine sa carrière le 29 mai 2016 en demi-finale de Pro D2 où Colomiers s'incline face à Bayonne.
À partir de 2018, il fait partie de l'encadrement du Colomiers rugby en tant qu'entraîneur responsable du jeu au pied.

## Palmarès

### En club
Avec l'US Colomiers, le Stade français, le Stade toulousain et l'ASM Clermont Auvergne, David Skrela côtoie le haut niveau et remporte toutes les compétitions auxquelles il participe avec les clubs français. Il parvient à quatre reprises en finale de la coupe d'Europe en 1999, 2005, 2010 et 2013 pour un total de onze participations. Il remporte sa première Coupe d'Europe le 22 mai 2010 avec le Stade toulousain. Il dispute à trois reprises le challenge européen et le remporte avec Colomiers en 1998.
Sur le plan national, il s'impose dans le championnat de France à trois reprises en 2004, 2007 et 2011, et parvient en finale en 2000 et en 2005.
- Heineken Cup
  - Champion (1) : 2010 (avec le Stade toulousain)
  - Finaliste (3) : 1999 (avec l'US Colomiers), 2005 (avec le Stade français) et 2013 (avec l'ASM Clermont Auvergne)

- Challenge européen 
  - Champion (1) : 1998 (avec l'US Colomiers)

- Championnat de France 
  - Champion (3) : 2004 (avec le Stade français), 2007 (avec le Stade français) et  2011 (avec le Stade toulousain)
  - Finaliste (2) : 2000 (avec l'US Colomiers) et 2005 (avec le Stade français)

### En équipe nationale

#### Coupe du monde

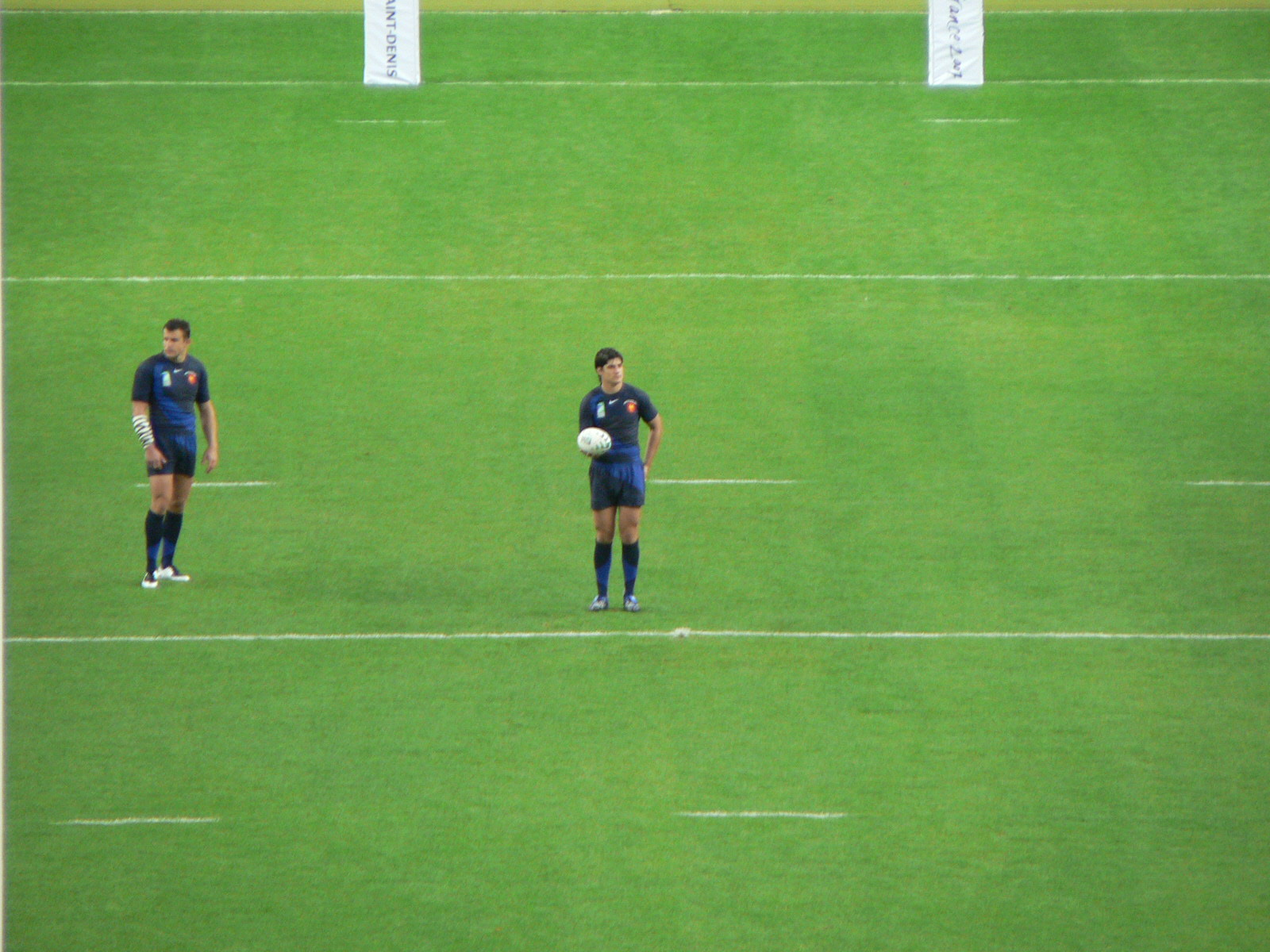
David Skrela, ballon en main, France-Argentine le 7 septembre 2007

| Édition               | Rang      | Résultats France | Résultats D. Skrela | Matchs D. Skrela |
| --------------------- | --------- | ---------------- | ------------------- | ---------------- |
| France 2007           | Quatrième | 4 v, 0 n, 3 d    | 1 v, 0 n, 2 d       | 3/7              |
| Nouvelle-Zélande 2011 | Finaliste | 4 v, 0 n, 3 d    | 1 v, 0 n, 0 d       | 1/7              |

Légende : v = victoire ; n = match nul ; d = défaite.

#### Tournoi des VI Nations
Le joueur natif de Toulouse participe à deux tournois en 2007 et 2008.
| Édition          | Rang | Résultats France | Résultats D. Skrela | Matchs D. Skrela |
| ---------------- | ---- | ---------------- | ------------------- | ---------------- |
| Six Nations 2007 | 1    | 4 v, 0 n, 1 d    | 3 v, 0 n, 1 d       | 4/5              |
| Six Nations 2008 | 3    | 3 v, 0 n, 2 d    | 2 v, 0 n, 2 d       | 4/5              |

Légende : v = victoire ; n = match nul ; d = défaite ; la ligne est en gras quand il y a grand chelem.
- Équipe de France A : 1 sélection en 2005-2006 (Irlande A)
- Équipe de France Universitaire : champion du monde en 2000

#### Statistiques en équipe nationale
David Skrela honore sa première cape internationale en équipe de France le 30 juin 2001 contre l'équipe de Nouvelle-Zélande. Six ans après, ses progrès et ses performances en club avec le Stade français lui rouvrent les portes du XV de France lors du tournoi des six nations 2007. Il dispute 23 matchs avec l'équipe de France au cours desquels il marque 27 pénalités, 14 transformations, 1 drop (112 points). Il participe notamment à deux Tournois des Six Nations et à deux coupes du monde (2007 et 2011) pour un total de quatre rencontres disputées en deux participations,.